# National Basketball League (Cina)
La National Basketball League (全國男子籃球聯賽T, 全国男子篮球联赛S, Quánguó Nánzǐ Lánqiú LiánsàiP) è una lega professionistica minore di pallacanestro in Cina, conosciuta come Chinese Basketball League (CBL) prima del 2006. È comunemente nota anche con l'abbreviazione di NBL, e questa sigla è spesso utilizzata anche in cinese per riferirsi al campionato.
La NBL rappresenta il secondo livello nella piramide del campionato professionistico cinese, sotto la Chinese Basketball Association (CBA).

## Storia
Nel 2004, la Federazione cestistica della Cina ha unificato e riorganizzato il precedente campionato di seconda divisione, la Lega Jia B e quello di terza divisione, la Lega Yi, creando così la Chinese Basketball League, abbreviata CBL. Tuttavia, a causa della coincidenza con l'abbreviazione del campionato cinese di baseball, nel 2006 la lega è stata rinominata National Basketball League, abbreviazione NBL.
La NBL non ha un sistema di promozione e retrocessione automatico con l’altra lega organizzata dalla federazione, ovvero la Chinese Basketball Association (CBA). Tuttavia, i club che desiderano partecipare al campionato CBA devono prima prendere parte alla NBL. Le squadre che si classificano tra le prime posizioni e superano una valutazione di ammissione della Federazione cestistica della Cina possono ottenere la possibilità di accedere alla CBA, ma non esiste un meccanismo fisso di promozione o retrocessione tra le due leghe.
Nel 2004 lo Yunnan Honghe, nel 2005 il Dongguan New Century e nel 2006 lo Zhejiang Guangsha ottennero l’accesso diretto alla CBA grazie alla vittoria in campionato.
A partire dal 2007, il vincitore della NBL non ha più ottenuto automaticamente la qualificazione alla CBA, ma ha dovuto superare una valutazione di ammissione. Nel 2007–2008 la Federazione Cinese di Pallacanestro cambiò il sistema di promozione dalla NBL alla CBA. Anziché promuovere automaticamente la squadra campione della NBL, introdusse un sistema misto: contavano sia i risultati sportivi su due stagioni (2007 e 2008), sia una valutazione amministrativa ed economica detta "sistema di ammissione". Queste novità portarono alla controversa “vicenda Fenglu”: la squadra del Fenglu Aluminium, sponsorizzata dalla nota azienda cinese Fenglu Aluminium, aveva ottenuto ottimi risultati sportivi, piazzandosi in cima alla NBL nel periodo considerato; tuttavia, non fu ammessa alla CBA, perché bocciata nel processo di valutazione dell’idoneità da parte della federazione, per motivi che non furono mai del tutto chiariti. Al contrario, furono promosse il Tianjin ed il Qingdao, squadre che avevano ottenuto risultati peggiori ma avevano il sostegno di amministrazioni locali forti o sponsor solidi, e passarono la valutazione. Le squadre di Tianjin e Qingdao sono state le ultime ad essere ammesse nella CBA prima della successiva espansione del 2013.
Dal 2009, per tre anni consecutivi, la CBA ha sospeso l’espansione del campionato, impedendo così ulteriori promozioni dalla NBL. Ciò ha causato la breve vita di molti club, che dopo poche stagioni in NBL hanno annunciato il loro ritiro.
Nel 2010, Kenneth Huang e la QSL (Cavalier Sports League) hanno firmato un accordo con la Federazione Cinese per gestire la NBL, con l’obiettivo di ispirarsi al modello di business della NFL statunitense e trasformare la lega in un campionato indipendente capace di competere con la CBA. Da quell’anno la NBL ha modificato il proprio format, istituendo anche un draft per giocatori universitari e stranieri. Tuttavia, già nel 2011 Huang si è ritirato dalla gestione della lega.
Alla fine del 2012, la CBA ha annunciato nuovi piani di espansione, suscitando un rinnovato interesse dei club verso la NBL. I nuovi criteri di valutazione hanno attratto nuovi investitori ma anche causato trasferimenti di sede per vari club, come Dongguan Parklane, Guangzhou Free Men e gli Hong Kong Xinlibao.

## Squadre attuali
Di seguito sono riportate le otto squadre che prenderanno parte alla stagione 2025 della NBL.
| Squadra            | Città        | Provincia | Fondazione | Ingresso | Allenatore  |
| ------------------ | ------------ | --------- | ---------- | -------- | ----------- |
| Changsha Yongsheng | Changsha     | Hunan     | 2016       | 2017     | Shi Liping  |
| Guangxi Rhinos     | Yulin        | Guangxi   | 1959       | 2004     | Yang Qin    |
| Hefei Storm        | Hefei        | Anhui     | 2016       | 2016     | Zhang Yong  |
| Hong Kong Bulls    | Wan Chai     | Hong Kong | 2023       | 2023     | Xie Libin   |
| Suke Lions         | Yancheng     | Jiangsu   | 2021       | 2021     | Zhang Cheng |
| Jiangxi Ganchi     | Ganzhou      | Jiangxi   | 2023       | 2023     | Lu Gang     |
| Shijiazhuang Xian. | Shijiazhuang | Hebei     | 2015       | 2016     | Wang Weili  |
| Hubei Wenlv        | Wuhan        | Hubei     | 2022       | 2022     | Yu Liang    |

## Albo d'oro
| Stagione | Campione                  | Secondo posto             |
| -------- | ------------------------- | ------------------------- |
| 2004     | Yunnan Bulls              | Dong. Leopards            |
| 2005     | Dong. Leopards            | Zhejiang Lions            |
| 2006     | Zhejiang Lions            | Tianjin Gold Lions        |
| 2007     | Tianjin Gold Lions        | Guangdong Fenglu Aluminum |
| 2008     | Guangdong Fenglu Aluminum | Tianjin Gold Lions        |
| 2009     | Dongguan Parklane         | Guangzhou F. Man          |
| 2010     | Jiangsu M. Kings          | Guangzhou Liu Sui         |
| 2011     | Jiangsu M. Kings          | Guangzhou Liu Sui         |
| 2012     | Guangzhou Liu Sui         | Guangzhou F. Man          |
| 2013     | Sichuan B. Whales         | Jiangsu M. Kings          |
| 2014     | Guangxi Rhinos            | Jiangsu M. Kings          |
| 2015     | Shaanxi Wolves            | Anhui Wenyi               |
| 2016     | Anhui Wenyi               | Guizhou Senhang           |
| 2017     | Shaanxi Wolves            | Anhui Wenyi               |
| 2018     | Shaanxi Wolves            | Changsha Yongsheng        |
| 2019     | Anhui Wenyi               | Guangxi Rhinos            |
| 2020     | Anhui Wenyi               | Guangxi Rhinos            |
| 2021     | Guangxi Rhinos            | Shaanxi Wolves            |
| 2022     | Guangxi Rhinos            | Shaanxi Wolves            |
| 2023     | Anhui Wenyi               | Guangxi Rhinos            |
| 2024     | Hong Kong Bulls           | Anhui Wenyi               |

## Vittorie per squadra
| Club                      | Titoli | Città     | Anni                   |
| ------------------------- | ------ | --------- | ---------------------- |
| Anhui Wenyi               | 4      | Hefei     | 2016, 2019, 2020, 2023 |
| Guangxi Rhinos            | 3      | Nanning   | 2014, 2021, 2022       |
| Shaanxi Wolves            | 3      | Xi'an     | 2015, 2017, 2018       |
| Jiangsu M. Kings          | 2      | Nanjing   | 2010, 2011             |
| Dong. Leopards            | 1      | Dongguan  | 2005                   |
| Dongguan Parklane         | 1      | Dongguan  | 2009                   |
| Guangdong Fenglu Aluminum | 1      | Foshan    | 2008                   |
| Guangzhou Liu Sui         | 1      | Guangzhou | 2012                   |
| Hong Kong Bulls           | 1      | Hong Kong | 2024                   |
| Sichuan B. Whales         | 1      | Chengdu   | 2013                   |
| Tianjin Gold Lions        | 1      | Tianjin   | 2007                   |
| Yunnan Bulls              | 1      | Yunnan    | 2004                   |
| Zhejiang Lions            | 1      | Hangzhou  | 2006                   |